# Les Châteaux de Bourgogne
Les Châteaux de Bourgogne est un jeu de société pour deux à quatre joueurs, se déroulant dans le duché de Bourgogne médiéval. Il est conçu par Stefan Feld et illustré par Julien Delval et Harald Lieske, et est publié en 2011 par Ravensburger. Il est considéré comme un classique du genre Eurogame, et est cité comme l'un des jeux de société les plus influents de la décennie 2010-2020. Il utilise le lancer et le placement des dés, une configuration modulaire et une collection d'ensembles comme mécanismes. Les dés et la possibilité de les changer offrent aux joueurs un large éventail d'options.

## Système de jeu
Dans Châteaux de Bourgogne, les joueurs collectent des tuiles hexagonales pour remplir leurs plateaux personnels en les choisissant via les dés qu'ils ont collectés, puis gagnent des avantages pour chaque tuile posée. Les joueurs gagnent des bonus après avoir rempli une région spécifique de leur plateau, ce qui vaut plus de points si cela est fait plus tôt dans le jeu, ou pour remplir tous les hexagones d'une couleur spécifique sur l'ensemble de leur plateau.

## Versions
En 2014, Yucata, le portail de jeux en ligne, publie une version en ligne play-by-web. En 2016 , Ravensburger publie Castles of Burgundy: The Card Game. Ravensburger a également publié une version "roll-and-write", The Castles of Burgundy: The Dice Game, en 2017.
En 2019, DIGIDICED développe des versions pour Steam, Android et iOS.

## Accueil
Une critique d'Ars Technica décrit le jeu comme ayant "un thème fade, des illustrations sèches, des composants de mauvaise qualité" mais aussi "certains des meilleurs gameplay" dans un jeu de société et parmi les "meilleurs mécanismes de lancer de dés dans n'importe quel jeu de stratégie".
Il est curieux cependant de constater que ce jeu ne figure dans aucune liste des grands prix des jeux de plateau tels que le Spiel des Jahres, l’As d'Or Jeu de l'année du Festival international des jeux de Cannes ou le Deutscher SpielePreis.